# Bisdom Maturín
Het bisdom Maturín (Latijn: Dioecesis Maturinensis) is een rooms-katholiek bisdom met als zetel Maturín, in Venezuela. Het bisdom is suffragaan aan het aartsbisdom Ciudad Bolívar. 

## Geschiedenis
Het bisdom werd opgericht op 24 mei 1958, uit delen van het bisdom Ciudad Bolívar, en was suffraan aan het aartsbisdom Caracas. Op 21 juni 1958 veranderde het van kerkprovincie en werd suffragaan aan het nieuwe verheven aartsbisdom Ciudad Bolívar. 

## Parochies
Het bisdom had in 2021 een oppervlakte van 28.900 km2 en telde 920.000 inwoners waarvan 84,8% rooms-katholiek was.

## Bisschoppen
- Antonio José Ramírez Salaverría (24 mei 1958 - 7 mei 1994)
- Diego Rafael Padrón Sánchez (7 mei 1994 - 27 maart 2002)
- Enrique Pérez Lavado (9 augustus 2003 - heden)

## Galerij van afbeeldingen

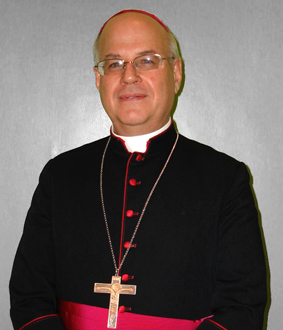
Bisschop Enrique Pérez Lavado (2003-heden)
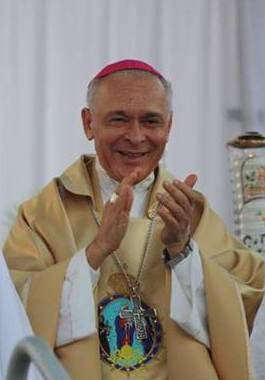
Bisschop Diego Rafael Padrón Sánchez (1994-2002)

Ciudad Bolívar (aartsbisdom) · Ciudad Guayana · Maturín